# 블랙페앙
《블랙페앙》(ブラックペアン)은 일본의 TBS 계열의 드라마이다. 2018년 4월 22일부터 6월 24일까지 매주 일요일 밤 9시에 방송하고 있다. 이 소설은 〈블랙 뻬안 1988〉이라는 카이도 타케루 작가의 동명 소설이 원작이다.

## 스태프
- 연출 : 후쿠자와 카츠오
- 극본 : 우시오 켄타로
- 원작 : 카이도 타케루

## 등장 인물
- 니노미야 카즈나리 : 토카이 세이시로
- 타케우치 료마 : 세라 마사시
- 아오이 와카나 : 하나부사 미와
- 코이즈미 코타로 : 타카시나 곤타
- 하시모토 사토시 : 쿠로사키 세이치로
- 우치무라 하루카 : 카키타니 유키

## 방송 일자
| 각 화                                                       | 방송일   | 부제                                                                                   | 각본                              | 연출              | 시청률 |
| ----------------------------------------------------------- | -------- | -------------------------------------------------------------------------------------- | --------------------------------- | ----------------- | ------ |
| 제1화                                                       | 4월 22일 | 수술실의 악마! 돈으로 구하는 천재 의사·신 다크 히어로                                  | 우시오 켄타로                     | 후쿠자와 카츠오   | 13.7%  |
| 제2화                                                       | 4월 29일 | 수술은 도박! 죽느냐 사느냐!? 극한을 넘은 수술실                                        | 우시오 켄타로                     | 다나카 켄타       | 12.4%  |
| 제3화                                                       | 5월 06일 | 두 가지의 긴급 수술 !! 어느 쪽의 생명을 구할래?                                        | 우시오 켄타로                     | 와타세 아키히코   | 12.1%  |
| 제4화                                                       | 5월 13일 | 작은 생명을 구해 줘! 스나이프 완결 최종장                                              | 우시오 켄타로                     | 다나카 켄타       | 13.1%  |
| 제5화                                                       | 5월 20일 | 눈물의 결단! 아이의 생명을 꼭 구해 줘!                                                 | 우시오 켄타로 칸다 유우           | 와타세 아키히코   | 13.4%  |
| 제6화                                                       | 5월 27일 | 어머니의 수술에 눈물! 실수를 절대 용납하지 마                                          | 우시오 켄타로 츠치야 켄           | 다나카 켄타       | 13.0%  |
| 제7화                                                       | 6월 03일 | 은폐를 용서하지 마! 친구의 목숨과 페앙의 수수께끼!                                     | 우시오 켄타로 칸다 유우           | 아오야마 타카히로 | 13.0%  |
| 제8화                                                       | 6월 10일 | 최종장·페앙의 수수께끼 교수와 환자의 비밀?                                             | 우시오 켄타로 츠치야 켄           | 다나카 켄타       | 16.6%  |
| 제9화                                                       | 6월 17일 | 최종회 전 20분 확대 페앙의 진실을 밝혀라!! 목숨을 건 비밀! 목숨을 건 수술! 의사의 각오 | 우시오 켄타로 칸다 유우           | 와타세 아키히코   | 16.2%  |
| 최종화                                                      | 6월 24일 | 안녕! 수술실의 악마! 복수의 결말은!? 페앙에 눈물! 감동 비화, 마지막 수술을 도와라      | 우시오 켄타로 칸다 유우 츠치야 켄 | 다나카 켄타       | 18.6%  |
| 평균 시청률 14.3% (시청률은 칸토 지구·비디오 리서치사 조사) |          |                                                                                        |                                   |                   |        |